# Miss África do Sul
Miss África do Sul é um concurso de beleza feminino realizado anualmente no país e tem como intuito eleger a mais bela e capacitada candidata para que esta dispute o título internacional de Miss Universo. Atualmente o certame também envia candidatas para diversos outros concursos, como o Miss Mundo, por exemplo. Depois de ser uma candidata pelo seu país em 2012, Melinda Bam se tornou a diretora oficial da franquia do Miss Universe Organization na região.  O país possuí três coroas no certame, a 1ª (primeira) obtida em 1978 por Margaret Gardiner, após 39 anos, em 2017 conquistou sua 2ª (segunda) pela encantadora modelo e administradora Demi-Leigh Nel-Peters, de apenas 22 anos e em 2019 conquistaram sua 3ª (terceira) com a modelo Zozibini Tunzi de 26 anos.

## Classificação
Refere-se à classificação final das candidatas em suas disputas internacionais: